# Себастьян Руді
Себастьян Руді (нім. Sebastian Rudy, нар. 28 лютого 1990, Філлінген-Швеннінген) — німецький футболіст, півзахисник клубу «Гоффенгайм 1899».
Виступав також за «Штутгарт» та «Баварію», гравець національної збірної Німеччини.

## Клубна кар'єра
Народився 28 лютого 1990 року в місті Філлінген-Швеннінген. Вихованець футбольної школи клубу «Штутгарт».
У дорослому футболі дебютував 2007 року виступами за команду «Штутгарт» II, в якій провів три сезони, взявши участь у 37 матчах чемпіонату. 
Своєю грою за цю команду привернув увагу представників тренерського штабу основної команди клубу «Штутгарт», де дебютував 2008 року. Відіграв за штутгартський клуб наступні два сезони своєї ігрової кар'єри.
До складу клубу «Гоффенгайм 1899» приєднався 2010 року. Відтоді встиг відіграти за зінсгаймський клуб 195 матчів в національному чемпіонаті.
З сезону 2017—2018 виступає у складі мюнхенської Баварії.

## Виступи за збірні
Протягом 2009–2014 років залучався до складу молодіжної збірної Німеччини. На молодіжному рівні зіграв у 23 офіційних матчах, забив 5 голів.
У 2014 році дебютував в офіційних матчах у складі національної збірної Німеччини.
У складі збірної був учасником розіграшу Кубка конфедерацій 2017 року, відігравши в усіх матчах турніру і здобувши титул його переможця.
4 червня 2018 року був включений до заявки національної команди для участі у тогорічному чемпіонаті світу.
| Дата       | Місто                  | Господарі         | Результат | Гості      | Турнір                  | Голи | Примітки |
| ---------- | ---------------------- | ----------------- | --------- | ---------- | ----------------------- | ---- | -------- |
| 13-5-2014  | Гамбург                | Німеччина         | 0 – 0     | Польща     | товариський матч        | -    |          |
| 3-9-2014   | Дюссельдорф            | Німеччина         | 2 – 4     | Аргентина  | товариський матч        | -    | 71'      |
| 7-9-2014   | Дортмунд               | Німеччина         | 2 – 1     | Шотландія  | Відбір до ЧЄ 2016       | -    |          |
| 14-10-2014 | Гельзенкірхен          | Німеччина         | 1 – 1     | Ірландія   | Відбір до ЧЄ 2016       | -    | 86'      |
| 18-11-2014 | Віго                   | Іспанія           | 0 – 1     | Німеччина  | товариський матч        | -    |          |
| 25-3-2015  | Кайзерслаутерн         | Німеччина         | 2 – 2     | Австралія  | товариський матч        | -    | 46'      |
| 29-3-2015  | Тбілісі                | Грузія            | 0 – 2     | Німеччина  | Відбір до ЧЄ 2016       | -    |          |
| 10-6-2015  | Кельн                  | Німеччина         | 1 – 2     | США        | товариський матч        | -    |          |
| 13-6-2015  | Фару                   | Гібралтар         | 0 – 7     | Німеччина  | Відбір до ЧЄ 2016       | -    |          |
| 29-3-2016  | Мюнхен                 | Німеччина         | 4 – 1     | Італія     | товариський матч        | -    |          |
| 29-5-2016  | Аугсбург               | Німеччина         | 1 – 3     | Словаччина | товариський матч        | -    |          |
| 15-11-2016 | Мілан                  | Італія            | 0 – 0     | Німеччина  | товариський матч        | -    |          |
| 22-3-2017  | Дортмунд               | Німеччина         | 1 – 0     | Англія     | товариський матч        | -    | 84'      |
| 26-3-2017  | Баку                   | Азербайджан       | 1 – 4     | Німеччина  | Відбір до ЧС 2018       | -    | 89'      |
| 6-6-2017   | Брондбю                | Данія             | 1 – 1     | Німеччина  | товариський матч        | -    | 58'      |
| 19-6-2017  | Сочі                   | Австралія         | 2 – 3     | Німеччина  | Кубок Конфедерацій      | -    |          |
| 22-6-2017  | Казань                 | Німеччина         | 1 – 1     | Чилі       | Кубок Конфедерацій      | -    | 60'      |
| 25-6-2017  | Сочі                   | Німеччина         | 3 – 1     | Камерун    | Кубок Конфедерацій      | -    | 74'      |
| 29-6-2017  | Сочі                   | Німеччина         | 4 – 1     | Мексика    | Кубок Конфедерацій      | -    |          |
| 2-7-2017   | Санкт-Петербург        | Чилі              | 0 – 1     | Німеччина  | Кубок Конфедерацій      | -    | 92'      |
| 4-9-2017   | Штутгарт               | Німеччина         | 6 – 0     | Норвегія   | Відбір до ЧС 2018       | -    | 60'      |
| 5-10-2017  | Белфаст                | Північна Ірландія | 1 – 3     | Німеччина  | Відбір до ЧС 2018       | 1    |          |
| 10-11-2017 | Лондон                 | Англія            | 1 – 1     | Німеччина  | товариський матч        | -    | 86'      |
| 14-11-2017 | Кельн                  | Німеччина         | 2 – 2     | Франція    | товариський матч        | -    | 75'      |
| 2-6-2018   | Клагенфурт-ам-Вертерзе | Австрія           | 2 – 1     | Німеччина  | товариський матч        | -    | 46'      |
| 23-6-2018  | Сочі                   | Німеччина         | 2 – 1     | Швеція     | ЧС 2018 - груповий етап | -    | 31'      |
| 15-11-2018 | Лейпциг                | Німеччина         | 3 – 0     | Росія      | товариський матч        | -    | 65'      |
| 9-10-2019  | Дортмунд               | Німеччина         | 2 – 2     | Аргентина  | товариський матч        | -    | 83'      |
| 16-11-2019 | Менхенгладбах          | Німеччина         | 4 – 0     | Білорусь   | Відбір до ЧЄ 2020       | -    | 90+1'    |
| Усього     |                        | Матчів            | 29        |            | Голів                   | 1    |          |

## Титули і досягнення
- Чемпіон Німеччини (1):

«Баварія»: 2017–18
- Володар Суперкубка Німеччини (2):

«Баварія»: 2017, 2018
- Володар Кубка конфедерацій (1):

Німеччина: 2017